# 彼得·波蘭斯基
彼得·波蘭斯基（Peter Polansky，1988年6月15日—）是一位加拿大職業網球運動員。他曾参加2015年泛美运动会，结果在第二轮被多米尼加选手Roberto Cid Subervi击败。

## 外部連結
- 彼得·波蘭斯基（英文/西班牙文）的官方資料
- 彼得·波蘭斯基的國際網球總會 職業／青少年 官方資料（英文）
- 彼得·波蘭斯基的官方資料（英文）